# SA甜蜜定制
SA甜蜜定制(SeekingArrangement , 原名:甜心有约 )是一個美國的交友網站，創始人是麻省理工學院的畢業生布兰登·韦德。該網站提供了一个平台，讓一些願意付出錢財的男性（“成功人士”，英文原版为“Sugar Daddy”）與女孩（“魅力甜心”）交往。其註冊者號稱超過1000萬，男女會員比例約為1:4。2013年，會員中“成功人士”的平均年齡為38歲，平均年收入44萬美元，很多來自大企業，其中不乏貴族和企業家。這些男性提供資金供年輕女性上學、租房和其他各式消費。
男女透過網站建立的聯繫不一定是性關係，但也有一些人因為該網站的牽線步入了婚姻。在美國大城市，“成功人士”每個月所花費用約5000美元左右。
創始人是新加坡人，在MIT商科畢業後找到高薪工作，却在追求女孩方面出了问题，结果他在2006年花一个月時間完成了這個網站的建設。一些媒體將該網站批為“求包養”網站，並指出其模式與卖淫無異。 對於這點布蘭登表示：「性交易的重點在於『性行為』，當中不需要任何感情互動。但是「糖戀」更加強調『互動與陪伴』，例如共進晚餐或相約一起出去旅遊。全球網站男女比率約為1:4，甜心寶貝人數較多，為了要獲得戀愛機會，這些女孩不能只是漂亮而已。」
該网站在“成功人士”——“甜心寶貝”交往網站中是規模最大的，每年有着過億的盈利。
網站每年亦舉辦年度甜心寶貝選拔，根據FHM報導，該競賽不僅選出網站年度代言人，更找出12位封面女郎。每年年度代表僅能獲得后冠還擁有美元獎勵。
SA甜蜜定制进入中国内地市场后亦因为运营模式而遭到媒体抨击。有媒体直接称之为“援交”“找干爹”“包二奶”网站，并呼吁中国相关部门在中国境内取缔该网站。

## 中國大陸封鎖
依據GreatFire測試，該網站在中國大陸被當局的防火长城封鎖，即當地網民無法正常訪問該網站，2018年9月或更早起被封鎖至今。